# 確認訊息
確認訊息也稱為ACK訊息，是在電腦網路、电信或总线中通訊協定的一部份，是設備或是行程發出的訊息，表示接收端之前已收到資料。否定应答也稱為NAK訊息或是NACK訊息則是接收端發出，拒絕之前收到資料，或是表示之前收到資料有誤的訊息。確認訊息和NAK訊息可以讓發送端知道接收端的情形，以便發送端對應調整狀態。
許多通訊協定中會有檢查碼來驗證负载以及信头的完整性。檢查碼可以用來檢查資料是否受損。若接收到的訊息，其檢查碼是無效的（依照規則算出的檢查碼和訊息中的檢查碼不同），接收方可以知道其中有資料受損。若有檢查碼的通訊協定，接收方在收到檢查碼無效的資料時，不會回覆ACK訊息，或是會回覆NAK訊息。

## ACK字元
ASCII中有包括ACK字元（00001102或616），接收端可以傳送此字元表示接收成功，也有NAK字元（00101012或1516），接收端可以傳送此字元表示無法接收，或是接收失敗。Unicode中有這些字元的可視符號：U+2406（␆）和U+2415（␕）。

## 通訊協定中的使用
許多通訊協定是以ACK訊息為基礎，表示其接收方收到訊息後會回覆ACK訊息。網際網路的傳輸控制協議（TCP）就是以ACK為基礎的通訊協定。電腦用TCP通訊時，收到網路封包會回覆一個有ACK訊息的封包。TCP協定允許ACK訊息放在反方向傳送的資料中。
有些通訊協定要針對每一個封包回覆ACK訊息。而其他通訊協定（像是TCP及ZMODEM）允許傳送方在接收到ACK訊息前，可以傳送出多個封包。若網路的頻寬時延乘積大，而且有大量資料要傳輸，有必要使用此作法。
在ARQ（自動重傳請求）協議中也有用到確認訊息，確認幀會配合收到的幀進行編號，然後送回發送端，發送端可以知道是否有遺漏的封包。
也有些通訊協定將ACK整合在其欄位中，例如控制區域網路（CAN）中就有應答（ACK）位元，設備收到資料後需在此欄位回應，若沒有回應，即為通訊錯誤。